# 취 (불교)
취(取, 산스크리트어: upādāna, 팔리어: upādāna)는 다음의 분류, 그룹 또는 체계의 한 요소이다.
- 초기불교의 연기설인 12연기의 제9지분[支]이다.[1][2]
- 번뇌의 여러 다른 이름 가운데 하나이다.[1][2][5][6]
- 번뇌성의 마음작용인 애(愛)의 다른 이름이다. 즉, 근본번뇌 가운데 하나인 탐(貪) · 애착(愛着) · 집착(執著) 또는 갈애(渴愛)에 해당한다.[1][7]
- 대지법 또는 변행심소에 속한 마음작용인 수(受)의 구역(舊譯)이다.[2] 반대로, 5수음(五受陰)의 경우처럼, 구역에서는 수(受)가 번뇌를 뜻하는 취(取)의 뜻으로 사용되기도 한다.[8][9]
- 기타 일반적인 뜻으로 '취한다, 가진다, 획득한다'를 뜻한다. 예를 들어, 인식대상의 '모양 또는 형상(形狀)을 취한다'는 뜻의 취상(取像)과 인식대상의 '차별상을 취한다'는 뜻의 취차별상(取差別相)은 상(想)의 마음작용의 본질적 성질이다. 다른 예로는, 집취(執取) 또는 집취상(執取相)에서의 취(取)는 '취한다, 가진다, 획득한다'의 뜻인데 집(執)과 결합되어 '집착하여 취함' 또는 '집착'의 뜻으로 사용된다.[10][11][12][13][14]

이 문서의 이하의 내용에서는 12연기의 제9지분[支]으로서의 취(取) 또는 번뇌의 여러 다른 이름 가운데 하나로서의 취(取)에 대해 주로 다루며, 일반적인 뜻인 '취한다, 가진다, 획득한다'라는 뜻에서의 취(取)에 대해서는 "2취: 능취·소취" 문단에서 다룬다.
12연기의 제9지분[支]으로서의 취(取)에 대한 《잡아함경》《연기경》 등의 초기불교 경전의 설명과 번뇌의 다른 이름으로서의 취(取)에 대한 부파불교와 대승불교의 논서들의 설명에 따르면, 취(取)는 욕취(欲取) · 견취(見取) · 계금취(戒禁取) · 아어취(我語取)의 4취(四取)를 말한다. 이들 가운데 계금취는 계취(戒取)라고도 하고 아어취는 아취(我取)라고도 한다. 그리고 4취(四取)는 모든 번뇌를 4종으로 분류한 것으로, 초기불교 이래로 사용되고 있는, 모든 번뇌에 대한 번뇌 분류법 가운데 하나이다. 따라서, 초기불교 경전 등에서의 '12연기의 제9지분[支]'으로서의 취(取)와 부파불교와 대승불교의 논서들에서의 '번뇌의 다른 이름으로서의 취(取)'는 그 실체와 뜻이 모두 동일하다.

## 취의 뜻
취(取)의 한자어 문자 그대로의 뜻은 가짐 또는 취함인데, 모니어 모니어윌리엄스(Monier Monier-Williams)의 《산스크리트어-영어 사전》에 따르면 산스크리트어 원어 우파다나(upādāna)의 일반적인 의미는 자신을 위해 무언가를 취하는 행위(the act of taking for one's self), 자신을 위해 무언가를 전용(轉用: 쓸 곳에 쓰지 않고 다른 곳으로 돌려서 씀)하는 행위(appropriating to one's self), 받아들임(accepting), 허용함(allowing), 취함(taking), 획득함(acquiring) 등이 있고, 불교 용어로서는 '갈애 즉 탐욕이 원인이 되어 존재를 꽉 붙잡는 것 또는 집착하는 것으로 유 즉 새로운 태어남들의 원인이 되는 것(grasping at or clinging to existence caused by tṛṣṇā, desire, and causing bhava, new births)'이라고 정의되어 있다. 이 후자의 불교 용어로서의 정의는 애연취(愛緣取)와 취연유(取緣有)의 의미를 합쳐서 취(取, upādāna)를 정의한 것이다.
현대의 불교 사전들에 따르면, 취(取)라는 낱말의 일반적인 의미는 집지(執持: 잡아서 가짐, 잡아서 지님, 잡은 후 버팀, 잡은 후 유지함) · 집취(執取: 잡아서 가짐, 잡아서 취함, 잡은 후 받아들임, 잡은 후 의지함)인데, 좁은 뜻으로는 집착(執著: 꽉 붙잡은 후 들러붙음, 들러붙어서 떠나지 못함)이라는 번뇌를 뜻하고, 넓은 뜻으로는 모든 번뇌(煩惱)를 뜻한다. 즉, 후자의 넓은 뜻으로는 취(取)는 번뇌의 다른 말인데, 욕취(欲取) · 견취(見取) · 계금취(戒禁取) · 아어취(我語取)의 4취(四取)라고 할 때의 취(取)는 이 후자의 뜻이다. 그리고 어떤 번뇌 또는 번뇌들의 그룹을 취(取)라고 할 때는 마음이 해당 번뇌의 대상을 그릇되이 좋아하여[惡欲] 취한 후 그것에 들러붙어서 떠나지 못한다는 의미를 부각시키는 표현이다.
4취(四取)는 모든 번뇌를 취(取)의 뜻에 초점을 맞추어 4그룹으로 분류한 것이다. 즉 대상을 그릇되이 좋아하여[惡欲] 취한 후 그것에 들러붙어서 떠나지 못한다는 측면에 초점을 맞추어 모든 번뇌를 4그룹으로 분류한 것이다. 설명하기 좋은 순서대로 말하면, 대체로 견취(見取)는 그릇된 견해에 들러붙어 떠나지 못하는 성격의 번뇌들이고, 계금취(戒禁取) 또는 계취(戒取)는 그릇된 계율과 그릇된 금지조항에 들러붙어 떠나지 못하는 성격의 번뇌들이고, 욕취(欲取)는 욕계의 사물, 특히, 외적인 대상 즉 5욕의 대상에 들러붙어 떠나지 못하는 성격의 번뇌들이고, 아어취(我語取) 또는 아취(我取)는 색계 · 무색계의 사물, 특히 자기 자신, 즉 자기 존재에 대해 들러붙어 떠나지 못하는 성격의 번뇌들이다. 즉, 자내아(自內我: 내적 자아)에 대해 집착하는 성질의 번뇌들이다.

## 경론별 설명

### 잡아함경

#### 12연기의 취
취(取)는 애연취(愛緣取)와 취연유(取緣有)의 연기관계에서 한 지분을 이루고 있다. 애연취는 애(愛)가 있으므로 취(取)가 있다는 뜻이고, 취연유 또는 연취유는 취(取)가 있으므로 유(有)가 있다는 뜻이며, 또한 이들은 모두 이러한 연기관계를 통해 최종적으로 순대고취(純大苦聚) 즉 5취온이 형성[集]되어 생사윤회가 반복되는 것을 뜻한다.
《잡아함경》 제12권  제298경 〈법설의설경(法說義說經)〉의 고타마 붓다의 설명에 따르면,
취(取)는 욕취(欲取) · 견취(見取) · 계취(戒取) · 아취(我取)의 4취(四取)를 말한다.
 緣愛取者。云何爲取。四取。欲取．見取．戒取．我取。

 
애욕을 인연하여 취함이 있다[緣愛取] 하니, 어떤 것을 취함[取]이라고 하는가? 4취(四取)이니, 탐욕에 대한 취함[欲取] · 소견에 대한 취함[見取] · 계에 대한 취함[戒取] · 나에 대한 취함[我取]이니라.
 — 《잡아함경》 제12권  제298경 〈법설의설경(法說義說經)〉. 한문본 & 한글본

#### 5취온의 취
《잡아함경》 제12권  제298경 〈법설의설경(法說義說經)〉에서 고타마 붓다는 취연유(緣取有) 또는 연취유(緣取有) 즉 '취함을 인연하여 존재가 있다는 것'에 대한 설명에서, 유(有)는 욕유(欲有) · 색유(色有) · 무색유(無色有)의 3유(三有)를 뜻한다고 설하고 있다.
 緣取有者。云何爲有。三有。欲有．色有．無色有。

 
"취함을 인연하여 존재가 있다 하니, 어떤 것을 존재[有]라고 하는가? 3유(三有)이니, 탐욕의 존재[欲有] · 빛깔의 존재[色有] · 빛깔이 없는 존재[無色有]이니라.
 — 《잡아함경》 제12권  제298경 〈법설의설경(法說義說經)〉. 한문본 & 한글본
3유(三有)는 세계라는 측면에서는 3계를 뜻하고, 유정이라는 존재의 측면에서는 욕계의 유정 · 색계의 유정 · 무색계의 유정을 뜻한다. 유정이란 명색의 화합체 즉 5온의 화합체를 말하는 것으로, 유전연기의 관점에서는 취(取) 즉 온갖 번뇌에 물들어 있는 5온, 즉 5취온을 말한다. 따라서, 유전연기의 관점에서는 유(有)는 5취온을 말하며, 달리 말하면, 번뇌로 인해 생사윤회를 피할 수 없는 상태 즉 윤회할 수 밖에 없는 상태의 삶을 말한다.
《잡아함경》 제2권 제58경 〈음근경(陰根經)〉에서 고타마 붓다는 5온으로 하여금 5취온이 되게 하는 근본 요인이 욕탐(欲貪)이라고 설하고 있다. 여기서 욕탐이 구체적으로 무엇을 뜻하가는 가에 대해서는, 탐욕 또는 집착으로 대표되는 온갖 번뇌를 뜻한다고 보는 《아비달마구사론》 등의 견해도 있고, 희구(希求)한 후 염착(染著)하는 것을 뜻한다고 보는 《대승아비달마집론》과 《대승아비달마잡집론》 등의 견해도 있다.
 佛告比丘。非五陰即受。亦非五陰異受。能於彼有欲貪者。是五受陰。

 
고타마 붓다는 그 비구에게 말하였다. "5온[五陰: 5음은 5온의 구역]이 곧 취[受: 受는 取의 구역]인 것은 아니다. 그러나 또한 5온이 취와 다른 것도 아니다. 다만 5온에 욕탐(欲貪)이 있으면 5온은 곧 5취온[五受陰: 5수음은 5취온의 구역]이다"
 — 《잡아함경》 제2권. 한문본 & 한글본

### 연기경
초기불교 경전인 《연기경》에 따르면,
취(取)는 욕취(欲取) · 견취(見取) · 계금취(戒禁取) · 아어취(我語取)의 4취(四取)를 말한다.
 愛緣取者。云何爲取。謂四取。一者欲取。二者見取。三者戒禁取。四者我語取。是名爲取。

 
애는 취의 연이 된다는 것에서, 무엇이 취(取)인가.

취에는 네 가지가 있으니, 욕취(欲取) · 견취(見取) · 계금취(戒禁取) · 아어취(我語取)를 말한다. 이것을 취라고 한다.
 — 《연기경》. 한문본 & 한글본

### 구사론
부파불교의 설일체유부의 논서 《아비달마구사론》 제20권과 제21권에 따르면,
취(取)는 번뇌의 다른 이름인 누(漏) · 폭류(瀑流) · 액(軛) · 취(取) · 결(結) · 박(縛) · 수면(隨眠) · 수번뇌(隨煩惱) · 전(纏) 가운데 하나이다.
수면(隨眠) 즉 근본번뇌에는 미세(微細) · 2수증(二隨增) · 수축(隨逐: 따라 다님) · 수박(隨縛) · 주(住: 머묾) · 유(流: 유전) · 표(漂: 표류) · 합(合: 화합) · 집(執: 집취)의 뜻이 있는데, 이들 가운데 집(執: 집취)이 취(取)에 해당한다. 즉, 취(取)는 수면 즉 근본번뇌가 지닌 '집(執: 집취)'의 성질 또는 작용을 강조하는 '수면의 다른 명칭' 즉 '번뇌의 다른 명칭'이다.
취(取)는 온갖 존재[有]에 집착하여 취하는 것을 뜻한다.
또한, 취(取)는 의집(依執) 즉 집착의 발동근거를 뜻한다. 즉, 수면(隨眠) 즉 근본번뇌가 유정으로 하여금  존재에 대한 집착을 일으키게 하는 의지처 즉 발동근거가 된다는 것을 뜻한다. 달리 말하면, 취(取)는 집욕(執欲) 즉 욕경에 대한 집착을 뜻한다. 즉, 수면(隨眠)은 유정으로 하여금 욕경(欲境) 즉 5욕(五欲)의 경계와 같은 것들에 집착하게 한다.
취(取)는 특히 욕취(欲取) · 견취(見取) · 계금취(戒禁取) · 아어취(我語取)의 4취(四取)를 말한다.
《구사론》 제1권에 따르면,
취온(取蘊)은 유루(有漏)의 다른 이름들인 취온(取蘊) · 유쟁(有諍) · 고(苦) · 집(集) · 세간(世間) · 견처(見處) · 3유(三有) 가운데 하나인데, 취온(取蘊)에서 취(取)는 번뇌를 뜻한다. 그리고 이 문맥에서 취온(取蘊)에는, 5무루온을 성취한 상태가 아닌 한 유정의 모든 온은 곧 유루의 온인데, 온이 취 즉 번뇌로부터 생겨난다[蘊從取生]는 뜻, 온이 취 즉 번뇌에 종속된다[蘊屬取]는 뜻, 온이 취 즉 번뇌를 낳는다[蘊生取]의 뜻의 3가지 뜻이 있다.

### 유가사지론
대승불교의 유식유가행파의 논서 《유가사지론》 제8권과 제89권에 따르면,
취(取)는 번뇌의 다른 이름인 결(結) · 박(縛) · 수면(隨眠) · 수번뇌(隨煩惱) · 전(纏) · 폭류(暴流) · 액(軛) · 취(取) · 계(繫) · 개(蓋) · 주올(株杌) · 구(垢) · 상해(常害) · 전(箭) · 소유(所有) · 근(根) · 악행(惡行) · 누(漏) · 궤(匱) · 소(燒) · 뇌(惱) · 유쟁(有諍) · 화(火) · 치연(熾然) · 조림(稠林) · 구애(拘礙) 가운데 하나이다.
취(取)는 번뇌가 능히 유정으로 하여금 자신(自身), 즉 소의신, 즉 5온, 특히 번뇌에 오염된 상태의 5취온을 취하게 함으로써 5취온의  상속(相續)이 끊임이 없게 한다는 것을 뜻한다.
취(取)는 특히 욕취(欲取) · 견취(見取) · 계금취(戒禁取) · 아어취(我語取)의 4취(四取)를 말한다.

### 집론·잡집론
대승불교의 유식유가행파의 논서 《집론》 제4권과 《잡집론》 제6권과 제7권에 따르면,
취(取)는 번뇌의 다른 이름인 결(結) · 박(縛) · 수면(隨眠) · 수번뇌(隨煩惱) · 전(纏) · 폭류(暴流) · 액(軛) · 취(取) · 계(繫) · 개(蓋) · 주올(柱杌) · 구(垢) · 소해(燒害) · 전(箭) · 소유(所有) · 악행(惡行) · 누(漏) · 궤(匱) · 열(熱) · 뇌(惱) · 쟁(諍) · 치연(熾然) · 조림(稠林) · 구애(拘礙) 가운데 하나이다.
취(取)는 집취쟁근(執取諍根)과 집취후유(執取後有)를 뜻한다. 번뇌가 능히 유정으로 하여금 다툼[鬥諍]과 쟁론(諍論)의 뿌리를 집취하게 하고 후유(後有)라는 괴로운 이숙(異熟)을 인기하여 집취하게 한다는 것을 뜻한다.
취(取)는 특히 욕취(欲取) · 견취(見取) · 계금취(戒禁取) · 아어취(我語取)의 4취(四取)를 말한다.

## 분류

### 2취: 능취·소취
대승불교의 유식유가행파의 논서 《변중변론》 중권, 《집론》 제2권, 《잡집론》 제3권, 《성유식론》 제8권 등에 따르면,
2취(二取)는 능취(能取)와 소취(所取)를 말한다. 2취가 모두 소멸된 것을 2취멸(二取滅)이라고 하는데, 이것은 2취가 생겨나지 않는 상태를 말하는 것으로 곧 택멸(擇滅) 즉 열반이다.

#### 능취
《집론》 제2권과 《잡집론》 제3권에 따르면,
능취(能取)는 모든 색근(色根)과 심(心) · 심소(心所)를 말한다. 즉, 안근 · 이근 · 비근 · 설근 · 신근의 5색근과 마음(8식, 즉 심왕, 즉 심법)과 마음작용(심소법)을 통칭한다.

#### 소취
《집론》 제2권과 《잡집론》 제3권에 따르면,
소취(所取)는 능취에 의해 취해지는 법을 말하는 것으로 곧 일체(一切)를 말한다. 즉, 일체법을 달리 말하여 소취라고 한다. 또한 소연경(所緣境) 즉 인식대상이라고도 한다.

### 2취: 견취·계금취
부파불교의 설일체유부의 논서 《아비달마품류족론》 제1권과 제3권과 《성실론》 제10권 등에 따르면,
2취(二取)는 유신견(有身見, 薩迦耶見, 我見, 我所見) · 변집견(邊執見) · 사견(邪見) · 견취(見取) · 계금취(戒禁取)의 5견 가운데 견취와 계금취를 통칭한다. 그리고, 2취는 초기불교 · 부파불교 · 대승불교의 여러 번뇌 분류법 가운데 하나인 9결(九結)의 취결(取結)에 해당한다.

#### 견취
부파불교의 설일체유부의 논서 《아비달마품류족론》 제1권과 제3권 등에 따르면,
견취(見取, 산스크리트어: drstiparāmarśa, 영어: adherence to views, view of attachment to views)는 염오견에 대한 집착을 말하는 것으로, 5취온(五取蘊)을 등수관(等隨觀)하여 최(最: 최고의 것) · 승(勝: 뛰어난 것) · 상(上: 으뜸인 것) 혹은 극(極: 지극한 것)이라고 집착하는 마음작용들과, 또한 이러한 마음작용들로 인해 일으켜진 인(忍) · 낙(樂) · 혜(慧) · 관(觀) · 견(見)을 통칭한다.

#### 계금취
부파불교의 설일체유부의 논서 《아비달마품류족론》 제1권과 제3권 등에 따르면,
계금취(戒禁取, 산스크리트어: śīla-vrata-parāmarśa, 영어: adherence to observances and rituals, view of rigid attachment to the precepts)는 그릇된 계금(戒禁: 계율과 금지사항)에 대한 집착을 말하는 것으로, 5취온(五取蘊)을 등수관(等隨觀)하여 능청정(能清淨: 청정해지게 하는 것, 즉 청정의 방편) · 능해탈(能解脫: 해탈할 수 있게 하는 것, 즉 해탈의 방편) · 능출리(能出離: 출리할 수 있게 하는 것, 즉 출리의 방편)라고 집착하는 마음작용들과, 또한 이러한 마음작용들로 인해 일으켜진 인(忍) · 낙(樂) · 혜(慧) · 관(觀) · 견(見)을 통칭한다.

## 같이 보기
- 3도: 견도 · 수도 · 무학도
  - 견도: 16심 · 고법지인
  - 무학도: 34심
  - 성문 수행계위: 4향4과 - 10결(= 5하분결 + 5상분결)
  - 보살 수행계위: 52위
- 현관: 4제현관 · 6현관
- 유루와 무루
- 번뇌의 해석
- 번뇌의 다른 이름
  - 개 · 결 · 계 · 구 · 구애 · 궤 · 근 · 뇌 · 누 · 박 · 상해 · 소 · 소유 · 소해 · 수면 · 수번뇌 · 악행 · 액 · 열 · 유쟁 · 쟁 · 전 · 전 · 조림 · 주올 · 취 · 치연 · 폭류 · 화
- 번뇌의 작용
- 번뇌의 분류
  - 3루
  - 4액
  - 4취
  - 4폭류
  - 5부: 견고소단 · 견집소단 · 견멸소단 · 견도소단 · 수도소단 = 견소단 + 수소단
  - 5주지번뇌
  - 견혹 + 수혹 = 견소단 + 수소단 = 미리혹 + 미사혹 = 분별기 + 구생기
  - 근본번뇌 + 수번뇌
  - 번뇌장 + 소지장
- 번뇌 = 근본번뇌 + 수번뇌
  - 근본번뇌 = 수면
    - 3근본번뇌: 탐 · 진 · 치
    - 6수면: 탐 · 진 · 만 · 무명 · 견 · 의
    - 7수면: 욕탐 · 진 · 유탐 · 만 · 무명 · 견 · 의
    - 10수면: 탐 · 진 · 만 · 무명 · 유신견 · 변집견 · 사견 · 견취 · 계금취 · 의
    - 12수면: 욕탐 · 진 · 색탐 · 무색탐 · 만 · 무명 · 유신견 · 변집견 · 사견 · 견취 · 계금취 · 의
    - 98근본번뇌(설일체유부)
      - 견혹 = 견소단 = 미리혹 = 분별기: 설일체유부의 88근본번뇌
      - 수혹 = 수소단 = 미사혹 = 구생기: 설일체유부의 10근본번뇌

    - 128근본번뇌(유식유가행파)
      - 견혹 = 견소단 = 미리혹 = 분별기: 유식유가행파의 112근본번뇌
      - 수혹 = 수소단 = 미사혹 = 구생기: 유식유가행파의 16근본번뇌

  - 수번뇌 = 전
    - 8전 · 10전 · 6번뇌구
    - 19수번뇌(설일체유부)
      - 소번뇌지법의 10가지 모두: 분 · 부 · 간 · 질 · 뇌 · 해 · 한 · 첨 · 광 · 교
      - 대불선지법의 2가지 모두: 무참 · 무괴
      - 대번뇌지법의 6가지 가운데 5가지: 방일 · 해태 · 불신 · 혼침 · 도거
      - 부정지법의 8가지 가운데 2가지: 수면 · 악작

    - 20수번뇌(유식유가행파)
      - 소수번뇌심소의 10가지 모두: 분 · 한 · 부 · 뇌 · 질 · 간 · 광 · 첨 · 해 · 교
      - 중수번뇌심소의 2가지 모두: 무참 · 무괴
      - 대수번뇌심소의 8가지 모두: 도거 · 혼침 · 불신 · 해태 · 방일 · 실념 · 산란 · 부정지
- 번뇌 = 잡염 = 유부무기 + 불선
  - 유부무기
    - 욕계의 번뇌의 일부 · 색계의 번뇌 · 무색계의 번뇌
    - 4근본번뇌(말나식의 4번뇌: 아치 · 아견 · 아만 · 아애)

  - 불선 · 악
    - 욕계의 번뇌의 대다수
    - 불선근
    - 5악 · 10악
- 번뇌 = 108번뇌 = 98수면 + 10전
- 번뇌 = 개: 5개
- 번뇌 = 결: 2결 · 3결 · 4결 · 5결 · 9결 · 10결(= 5하분결 + 5상분결) · 98결 · 108결
- 번뇌 = 구애: 3구애 · 5구애
- 번뇌 = 뇌: 3뇌
- 번뇌 = 누: 3루
- 번뇌 = 박: 3박 · 4박
- 번뇌 = 사: 7사 · 10사 · 98사 · 128사
- 번뇌 = 악행: 3악행
- 번뇌 = 취: 2취 · 4취

## 참고 문헌
- 이 문서에는 다음커뮤니케이션(현 카카오)에서 GFDL 또는 CC-SA 라이선스로 배포한 글로벌 세계대백과사전의 내용을 기초로 작성된 글이 포함되어 있습니다.
- 곽철환 (2003). 《시공 불교사전》. 시공사 / 네이버 지식백과. |title=에 외부 링크가 있음 (도움말)
- 구나발타라(求那跋陀羅) 한역 (K.650, T.99). 《잡아함경》. 한글대장경 검색시스템 - 전자불전연구소 / 동국역경원. K.650(18-707), T.99(2-1). |title=에 외부 링크가 있음 (도움말)
- 무착 지음, 현장 한역, 이한정 번역 (K.572, T.1605). 《대승아비달마집론》. 한글대장경 검색시스템 - 전자불전연구소 / 동국역경원. K.572(16-157), T.1605(31-663). |title=에 외부 링크가 있음 (도움말)
- 미륵 지음, 현장 한역, 강명희 번역 (K.614, T.1579). 《유가사지론》. 한글대장경 검색시스템 - 전자불전연구소 / 동국역경원. K.570(15-465), T.1579(30-279). |title=에 외부 링크가 있음 (도움말)
- 세우 지음, 현장 한역, 송성수 번역 (K.949, T.1542). 《아비달마품류족론》. 한글대장경 검색시스템 - 전자불전연구소 / 동국역경원. K.949(25-149), T.1542(26-692). |title=에 외부 링크가 있음 (도움말)
- 안혜 지음, 현장 한역, 이한정 번역 (K.576, T.1605). 《대승아비달마잡집론》. 한글대장경 검색시스템 - 전자불전연구소 / 동국역경원. K.576(16-228), T.1606(31-694). |title=에 외부 링크가 있음 (도움말)
- 운허.  동국역경원 편집, 편집. 《불교 사전》. |title=에 외부 링크가 있음 (도움말)
- 현장 한역, 번역자 미상 (K.736, T.124). 《연기경》. 한글대장경 검색시스템 - 전자불전연구소 / 동국역경원. K.736(19-668), T.124(2-547). |title=에 외부 링크가 있음 (도움말)
- 호법 등 지음, 현장 한역, 김묘주 번역 (K.614, T.1585). 《성유식론》. 한글대장경 검색시스템 - 전자불전연구소 / 동국역경원. K.614(17-510), T.1585(31-1). |title=에 외부 링크가 있음 (도움말)
- 황욱 (1999). 《무착[Asaṅga]의 유식학설 연구》. 동국대학원 불교학과 박사학위논문.
- (중국어) 구나발타라(求那跋陀羅) 한역 (T.99). 《잡아함경(雜阿含經)》. 대정신수대장경. T2, No. 99, CBETA. |title=에 외부 링크가 있음 (도움말)
- (중국어) 무착 조, 현장 한역 (T.1605). 《대승아비달마집론(大乘阿毘達磨集論)》. 대정신수대장경. T31, No. 1605, CBETA. |title=에 외부 링크가 있음 (도움말)
- (중국어) 미륵 조, 현장 한역 (T.1579). 《유가사지론(瑜伽師地論)》. 대정신수대장경. T30, No. 1579. CBETA. |title=에 외부 링크가 있음 (도움말)
- (중국어) 星雲. 《佛光大辭典(불광대사전)》 3판. |title=에 외부 링크가 있음 (도움말)
- (중국어) 세우 조, 현장 한역 (T.1542). 《아비달마품류족론(阿毘達磨品類足論)》. 대정신수대장경. T26, No. 1542, CBETA. |title=에 외부 링크가 있음 (도움말)
- (중국어) 안혜 조, 현장 한역 (T.1606). 《대승아비달마잡집론(大乘阿毘達磨雜集論)》. 대정신수대장경. T31, No. 1606, CBETA. |title=에 외부 링크가 있음 (도움말)
- (중국어) 현장 한역 (T.124). 《연기경(緣起經)》. 대정신수대장경. T02, No. 124. CBETA. |title=에 외부 링크가 있음 (도움말)
- (중국어) 호법 등 지음, 현장 한역 (T.1585). 《성유식론(成唯識論)》. 대정신수대장경. T31, No. 1585, CBETA. |title=에 외부 링크가 있음 (도움말)